# Svendborg Amt
Svendborg Amt blev samlet i 1793 af Nyborg Amt og Tranekær Amt.
I 1970 blev Svendborg Amt lagt sammen med Odense Amt til Fyns Amt

## Sammensætning
Amtet bestod af følgende Herreder:
- Gudme Herred
- Langelands Nørre Herred
- Langelands Sønder Herred
- Sallinge Herred
- Sunds Herred
- Vindinge Herred
- Ærø Herred

Ærø Herred kom dog først med ved udvekslingen omkring Wienerfreden i 1864.

## Amtmænd
- 1822-1855: Frederik Sporon
- 1855-1856: Hans Helmuth Lüttichau
- 1856-1867: Christian Cederfeld de Simonsen
- 1867-1905: Ludvig Brockenhuus-Schack
- 1905-1930: J. Wedell-Wedellsborg[1]
- 1930-1933: Ove Koefoed[2]
- 1933-1953: Rudolf Lassen[2]
- 1953-1963: Knud Friis Jespersen[3]
- 1963-1970: Knud Glente[4]